# لينوس ماير
لينوس ماير هو لاعب كرة قدم ألماني في مركز الوسط، ولد في 7 يناير 1992 في هامبورغ في ألمانيا. لعب مع TSV Havelse ‏.

## وصلات خارجية
- لينوس ماير على موقع قاعدة بيانات كرة القدم.إي يو (الإنجليزية)
- لينوس ماير على موقع Soccerway.com (الإنجليزية)
- لينوس ماير على موقع عالم كرة القدم.نت (الإنجليزية)